# Tumulus du Moustoir (Carnac)
Pour les articles homonymes, voir Moustoir.
Le tumulus du Moustoir, appelé aussi Er Mané, est un tumulus néolithique situé à Carnac, dans le Morbihan en France.

## Historique
Le tumulus est fouillé en 1864 par R. Galles et restauré par Zacharie Le Rouzic en 1926-1927. 
L'ensemble du site est classé au titre des monuments historiques sur la liste de 1889.

## Description
Le tumulus est de forme ovalaire, il mesure 85 m de long pour une largeur moyenne de 36 m, sa hauteur varie de 5 à 6 m. Le tumulus est orienté est/ouest. Un menhir est dressé au sommet du tumulus dans sa partie orientale. Le menhir mesure 2 m de hauteur et 0,50 à 0,60 m de largeur. Il est peu enfoncé dans le sol. Selon Galles, un second menhir était autrefois dressé à environ 22 m de l'extrémité occidentale du tumulus. Il est désormais renversé au sol et mesure 3,25 m de longueur.
Le tumulus a été édifié sur le sol rocheux préalablement décapé. La masse de terre du tumulus recouvre d'ouest en est au moins quatre structures indépendantes : une première chambre mégalithique, puis un cairn, puis deux cellules distinctes. 
La chambre, de forme rectangulaire, est orientée nord/sud. Elle est recouverte par quatre dalles de couverture. Elle mesure 4 m de long sur 2 m de large, pour une hauteur sous dalle de 2,30 m. Elle est délimitée par quatre orthostates au nord, deux à l'ouest, quatre à l'est et une au sud. L'entrée de la chambre, située dans l'angle sud-est, est large d'environ 1 m. La chambre n'est précédée d'aucun couloir. Le sol de la chambre est dallé. 
Le cairn mesure 7 m de large à la base pour une hauteur maximale de 3 m. 
L'architecture de la première cellule est originale. Elle mesure 5 m de long et sa largeur passe de 0,70 m au nord à plus de 2 m au sud. La partie nord est délimitée par des pierres dressées partiellement recouvertes par une dalle de couverture, probablement complétée à l'origine par une voûte en encorbellement qui s'est effondrée par la suite. La seconde cellule est située 5 m plus à l'est. De forme arrondie, sa superficie ne dépasse pas 2 m2 et elle est recouverte par de simples pierres plates.
À la suite de la restauration réalisée par Le Rouzic, la chambre mégalithique occidentale est désormais ouverte vers l'extérieur du tumulus.

## Matériel archéologique
Le poids de la terre accumulée sur la chambre occidentale ayant provoqué l'effondrement d'une des quatre dalles de couverture, la chambre fut découverte comblée. Sur le dallage du sol, Galles recueillit un petit mobilier archéologique composé de poteries brisées (5 vases), d'outils lithiques (3 lames en silex), d'objets de parure (1 olive en serpentine et 1 rondelle en jaspe) et de fragments osseux. 
La fouille du cairn n'a livré qu'un grand vase en terre cuite brisé mélangé avec des ossements d'animaux. Le vase, qui a pu être reconstitué, est constitué d'une pâte grossière assez bien cuite. Il comporte une petite anse, son volume est d'environ 12 litres. 
Dans la première cellule, Galles découvrit un silex tranchant et deux vases brisés avec quelques traces d'ossements. La seconde cellule ne contenait aucun matériel archéologique.